# 褐鳞鳞毛蕨
褐鳞鳞毛蕨（学名：Dryopteris squamifera）为鳞毛蕨科鳞毛蕨属下的一个种。